# 嵜岡邦彦
嵜岡 邦彦（さきおか くにひこ、1962年1月10日 - ）は、日本の企業家。NISグループ社長。

## 略歴
昭和37年1月10日、愛媛県松山市に生まれる。青山学院大学経済学部を卒業後の昭和61年に日新商事（現NISグループ）へ入社。広島支店長、取締役就任、取締役財務部長などを務める。その後、常務取締役財務・情報システム担当、専務取締役営業統括本部長、代表取締役専務取締役東京支社長兼営業統括部担当、代表取締役社長営業統括本部長などを経て、平成16年3月に秀邦代表取締役に就任。翌年には、ニッシン（現NISグループ）の代表取締役社長 兼 執行役員になる。平成18年6月には、代表取締役会長 兼 共同最高経営責任者（Co-CEO）となる。平成19年10月代表取締役会長兼社長 兼 最高経営責任者へと就任。

## その他
日新商事は、平成2年11月にニッシンへと商号変更を変更。さらに平成18年10月にも商号変更し、現在のNISグループとなる。

## 学歴
- 1986年青山学院大学経済学部卒業